# Nick Robinson
Nick John Robinson (Seattle, 22. ožujka 1995.), američki glumac. Glumio je u filmu Love, Simon koji se smatra prvim Hollywoodskim filmom kojemu je tema gay tinejdžerska romansa.
Glumio je u sporednoj ulozi u filmovima Jurassic World te u glavnim ulogama u filmovima The Kings Of Summer, The 5th Wave, Everything, Everything i Love, Simon. Od tada, glumio je i u dramama A Teacher (2020.) i Maid (2021.).

## Rani život
Robinson je rođen 22. ožujka 1995. u Seattleu, Washingtonu. Maturirao je 2013. u Campbell Hall School. Upisao je Sveučilište New York.

## Karijera
Glumom se počeo baviti od svoje 11. godine ulogom u Dickensovoj noveli A Christmas Carol. Svoju prvu glavnu ulogu dobio je 2012. u filmu The Kings of Summer. 
U narednim godinama imao je značajne uloge, no najpoznatiji je po ulozi Simona Spiera u tinejdžerskoj gay romantičnoj drami Love, Simone (2018.), prvome filmu visoke produkcije o toj temi. Za svoju ulogu u tom filmu dobio je pohvale kritike. Otkrio je i da je prekršio svoje vlastito pravilo, a to je da neće više glumiti tinejdžerske uloge, no uvidjevši kulturološku važnost filma, ipak je pristao glumiti. Iste je godine imenovan u Forbesovoj listi "30 ispod 30" u kategoriji Hoolywood i zabava.
Uz nekoliko sporednih uloga, pojavio se u glavnoj ulozi u Netflixovoj seriji Maid, gdje je također dobio pohvale kritike.